# 萌擬人化

維基娘──維基百科的擬人化美少女，為日本維基人Kasuga所繪。

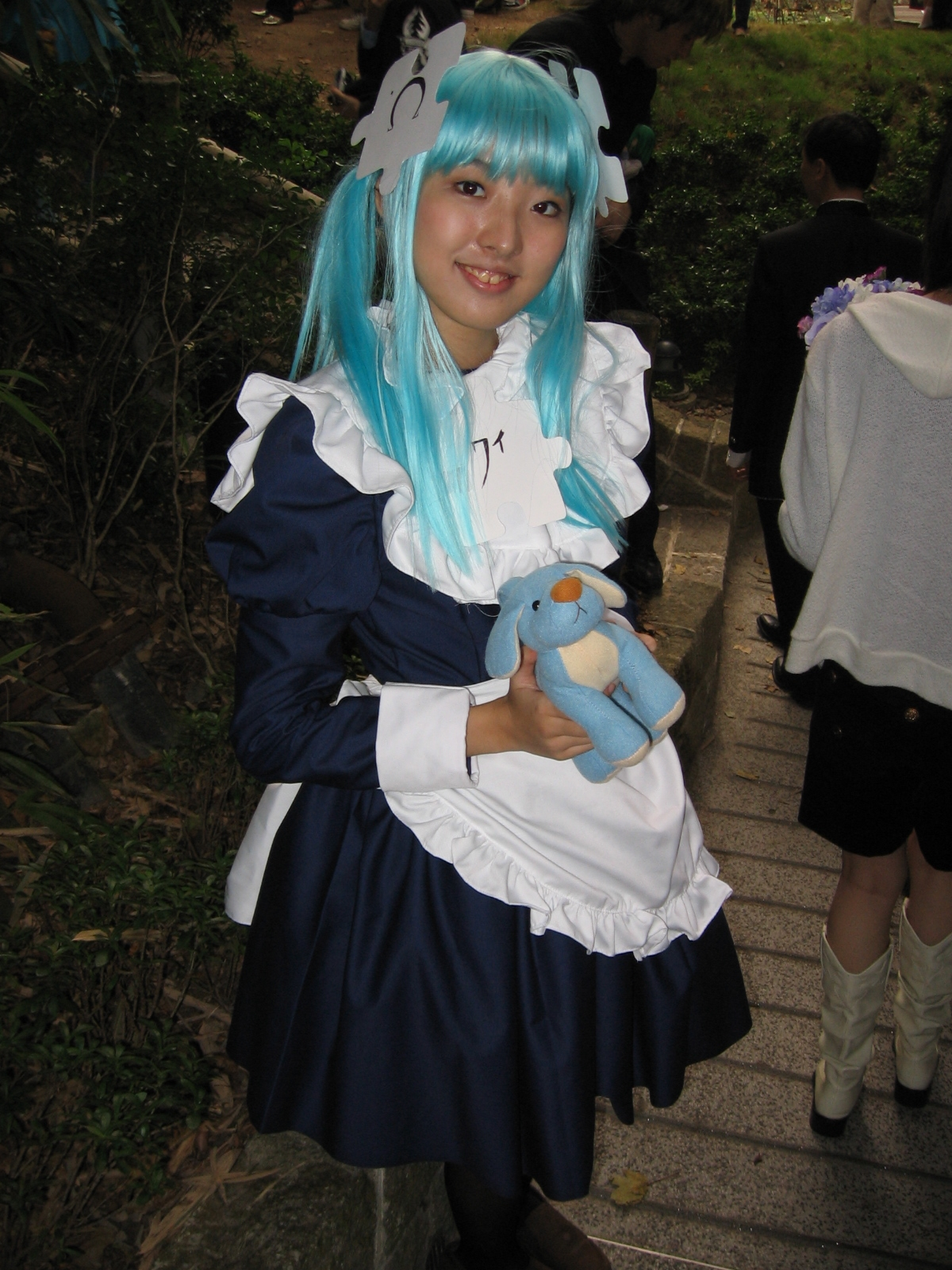
香港的角色扮演者向映晴實體化扮演（cosplay）維基娘

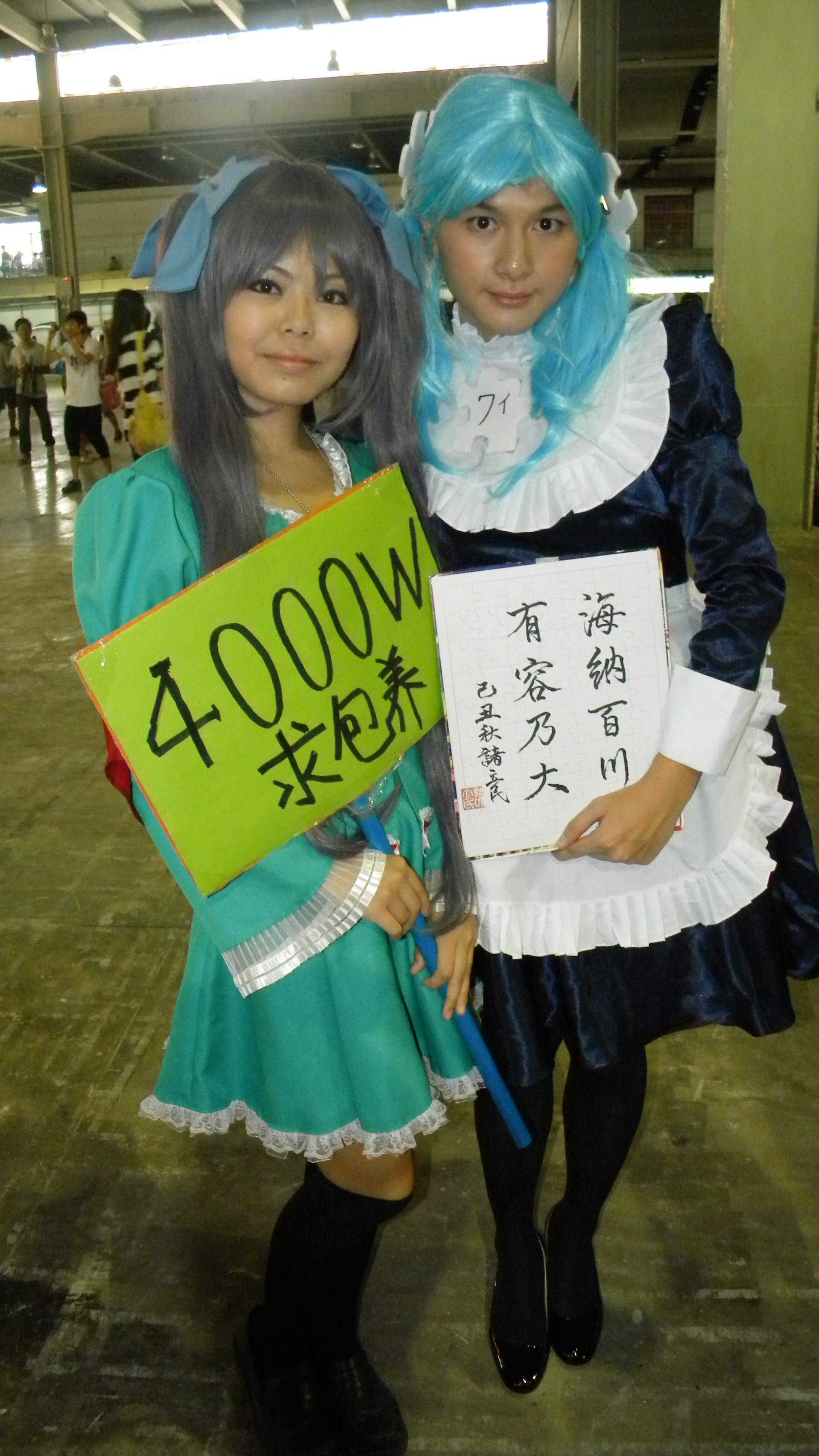
河城荷取藍本版本綠壩娘Cosplay（左）與維基娘Cosplay

萌擬人化是擬人化的一種形式，指對非人類的對象擬人化、並將受仿對象的特點加入萌的元素。或是藉Cosplay行為把該等角色扮演出來；屬於二次創作的其中一種手法。

## 擬人化角色的技術和用處
擬人化概念與擬人化角色之創立，旨在從人類的角度出發，把商品／事物給模擬或演化成人形（或類人形）或其他具有智慧的形體，甚至從該商品／事物之機能、特性、傳奇等成份元素經擬人化手法轉繹和取其一些關鍵元素作處境翻譯並設入該擬人化角色當中，給予人們對該商品／事物一份親切感和耳目一新的感覺，幫助加深人們對該其之直接印象，以收增強宣傳該商品／事物或其引申意識思想等之效。
由於擬人化的變繹手法細節變數無窮，加上有額外加工改造擬人化角色以表達另類訊息的可能，不同手筆、不同時期、不同情況對某商品／事物的擬人化效果也就不盡相同。以商品／事物擬人化設計的構思來說，大致可分為兩類：
- 「完全擬人化設計」，即誇張商品／事物，運用其本身之特徵和造型結構作擬人化設計的表現。
- 「非完全擬人化設計」（或稱「半擬人化設計」），即在商品／事物上另加上與其有關／局部有關／無關的手、足、頭、身軀、配件等作為擬人化設計的特徵元素。

以上兩種擬人化設計塑造手法，使商品／事物富有人情味和個性化。再通過各種可行的表達／呈視形式（文字、漫畫、動畫、遊戲或Cosplay等）來強調商品／事物的特徵，把其動作、言語與該商品／事物本身直接聯繫起來，凸顯宣傳效果。

## 常見類型和例子

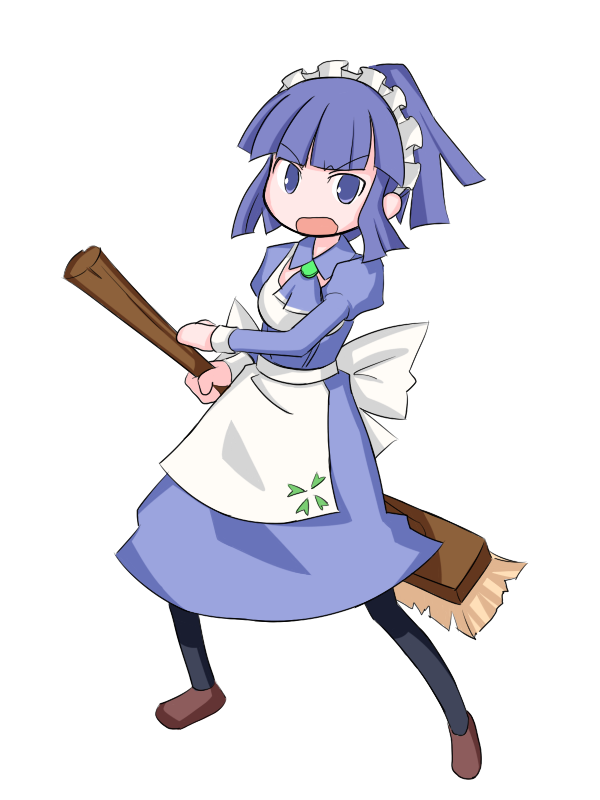
「Meido」，在4chan/jp/板上的「清潔工」（Janitor，負責刪除違反規則信息而不是管理員的用户）的擬人化。

萌擬人化手法常見的類型以藍本和例子來分：

### 動物
- 以家畜野獸為本畫出來的美少女，一種是身上帶有動物特徵，甚至連性格也類似，最常見的是貓耳獸娘（貓娘）。另一種是穿套頭動物裝（Fursuit），這類適合偏好毛絨玩具的族群。
- 女性獸人，如《動物朋友》對動物進行蘿莉化。

### 軍事武器
- 以軍事武器為本畫出來的美少女，称為兵器娘，如網頁遊戲《少女兵器》等，又称为军武娘。通常是美少女穿着代表兵器的铠甲。
- 一類以現實中存在過的大型軍事載具為主，因太平洋戰爭的緣故，日本帝國的戰機、軍艦題材作品很受歡迎，以軍艦為題材的代表如漫畫《鋼鐵少女》、動漫《蒼藍鋼鐵戰艦》、網頁遊戲《艦隊收藏》和手機遊戲《碧藍航線》等，這類型的通稱「艦娘」。亦有槍械擬人化為題材的漫畫《槍械少女！！》和手機遊戲《少女前線》等。对于战机的拟人化也有出现，如《强袭魔女》等。另外德軍的虎式坦克也有創作，甚至有製作成模型玩具。
- 還有因高达等擬真機器人動畫流行而出現的MS少女，特徵通常是頭上戴MS頭飾（鋼彈系）或鋼盔（吉翁系），身上穿裝甲，手持光束軍刀或光束步槍等武器
- 日本刀也被擬人化，不過男女皆有，有擬男性化的《刀劍亂舞》及擬美少女化的《真劍少女！！》與《天華百劍-斬-》。

### 國家或地區
- 「Timaking」網站[2]的網路連載漫畫中刊載了「阿富汗斯娘（英语：Afghanis-tan）」、「巴基斯娘」中的少女角色，還有網路協作的《日本兒》[3]，都有商業誌的企劃。
- 日本旅美漫畫家日丸屋秀和的《義呆利 Axis Powers》，是以多個國家或地區[a]連帶其的文化以及風土民情擬人化的作品。
- 国家拟人在一定程度上会受到争议，主要是因为国家拟人作品中可能会带有作者个人的观点，同时部分低龄粉丝们经常将历史敏感和政治敏感的内容进行二次创作。也有人认为进行国家拟人不尊重历史。

### 電腦軟體
- OS娘，是為對目前的電腦軟體擬人化後的產物，其对象主要為Windows作業系統「Windows娘」。
- 以網絡軟件開發商「Mozilla」推出之軟件為基礎的一系列擬人化角色組合「Moezilla」。
- 以綠壩-花季護航為基礎的「綠壩娘」。
- 一些電腦軟件公司和遊戲公司也乘擬人化風潮盛行，推出相關題材的軟件和遊戲，再以官方或非官方形式，推出其印象擬人化角色，以打動消費者的購買和使用意慾，比如電子音樂製作語音合成軟件「VOCALOID2」的「初音未來」和十八禁美少女遊戲《物心物少女》。
- 编程语言的娘化（比如C++娘）
- Image-Line公司在2008年3月底，於旗下DAW軟體(數位音樂工作站)「FL Studio 8」版本上追加的萌娘化吉祥物──「FL Chan」。

### 網站
- 作為為網站代言的代表性擬人化角色，以維基百科為基礎的「維基娘」就是其中一位代表者。

### 交通工具
- 日本是當代鐵道擬人化的先驅發源，較著名的代表作有由「Rail-G」網站[4]，提供鐵道車輛擬人化作品的網站推出的「Fastech娘」──以JR東日本新幹線E954型電力動車組（試驗用列車之一，俗稱「Fastech 360」）為藍圖設計的鐵道娘（女士打扮的鐵道擬人化）角色。因Fastech 360列車車頂設有空氣煞掣翼扇以幫助列車利用空氣阻力加強減速效能，形如貓耳，故又稱「貓耳娘」。
- 香港鐵道娘「千九公主」（Princess SP1900），以九廣鐵路SP1900型電動列車（俗稱「千九」）為藍圖設計的鐵道車輛擬人化角色。[5][6][7][8][9][10][11]
- 香港鐵道娘「K-Train 公主」（Princess K-Train），以港鐵Rotem電動列車（通稱「K-Train」）為藍圖設計的鐵道車輛擬人化角色。[來源請求]
- 香港鐵道娘「KTT公主」（Princess KTT），又稱「九廣通公主」，以九廣鐵路Ktt客車（「九廣通」雙層廣九直通車）為藍圖設計的鐵道車輛擬人化角色。[9][10][11][12]
- 中國大陸鐵道娘「天朝鐵道少女」系列，以中華人民共和國鐵道車輛為藍圖設計的鐵道擬人化角色。[13][14][15]
- 以飛機為本的創作，如客機的擬人化。[16]

### 土木基建
- 碼頭擬人化組合「碼頭精靈」，由「中環天星碼頭精靈」和「皇后碼頭精靈」組成，以2006年保留舊中環天星碼頭事件和2007年保留皇后碼頭事件之擬人化演繹版為角色背景。其之所以演繹為精靈，則被認為是香港中環天星碼頭和香港皇后碼頭在部份民眾發出的歷史文化、集體回憶和公共空間等訴求不受尊重的情況下被強行拆卸、而從碼頭結構顯露浮升出來以顯明該等民眾怨念的「守護神」。[17][18][19][20]

### 人體相關
- 法國動畫《人體大奇航》
- 美國電影《捍胃戰士》及其動畫節目《Ozzy & Drix（英语：Ozzy & Drix）》
- 日本動漫《工作細胞》

### 元素及化合物
- 以化学元素或化合物为原型的美少女或美少年，通常是化学爱好者创作的作品。
- 中国大陆子供向漫画《嗨！元素》

## 娘化
娘化，又稱「萌娘化」，指的是將任何人物或者事物賦予女性的性格、外貌、衣著等的行為和過程，是萌擬人化的一種。現在的娘化，一般是指萌化的娘化，就是用萌系手段進行的女性化，是伴隨著日本ACG次文化發展而興起的。在日本漫畫、動畫和電子遊戲中，很多本來是男性的角色都會被娘化，變成萌系女性的形象，因為娘化的角色能更吸引觀眾和玩家，尤其是男性。目前網絡和虛擬文化中的娘化情況非常普遍，甚至一些歷史和宗教角色都被描繪成女性。「Japanizing Beam!」（娘化光線）是一個揶揄這種現象的詞彙，用以諷刺無論任何事物都會被娘化。

## 比較特殊的類型和例子
以下是少數萌擬人化手法的特殊類型和例子：
- 克蘇魯神話：

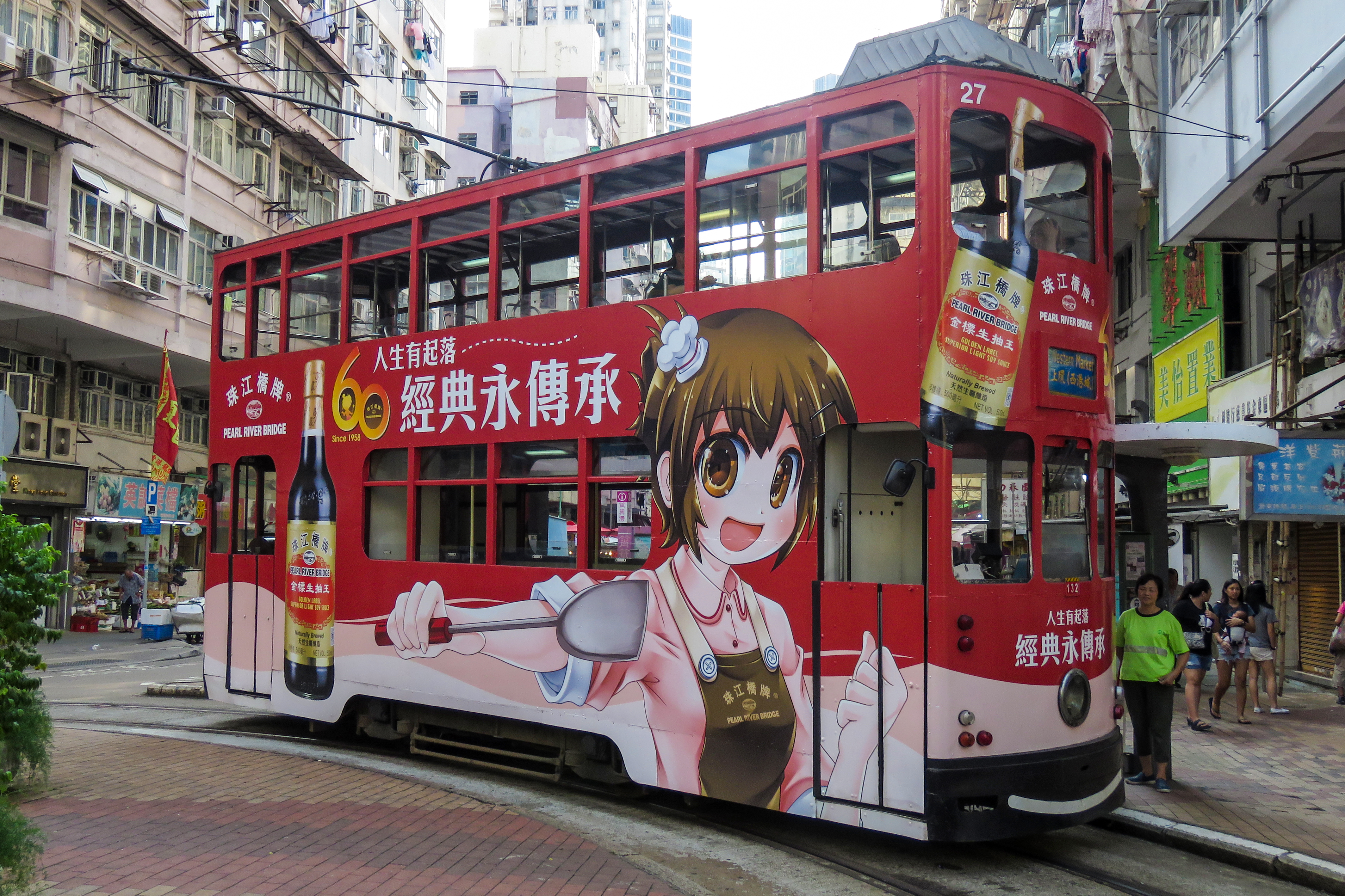
香港电车上的珠江橋牌廚娘形象广告

  - 秘典：十八禁遊戲《斬魔大聖Demonbane》中出現的人形魔法書。
  - 外星人：《襲來！美少女邪神》的奈亞子和克子。

- 食品：以「暴君哈瓦納」辣味脆圈為本創作的《小哈瓦納辣椒娘》、以肯德基炸雞店的英式鬆餅「司康餅」為本創作的《鬆餅娘》。以豉油品牌珠江橋牌为本创作的珠江橋牌廚娘。
- 便利商店：以連鎖便利商店為本創作的《便利店娘》。
- 《備長炭》：以備長炭為本創作的作品《備長炭》。
- 《新世紀福音戰士》中的使徒：吉崎觀音曾畫過第三使徒、第十四使徒的擬人化美少女。
- 香菸：以各家品牌的香菸為本的創作。
- 浙大CCNT实验室饮水机，将饮水机萌拟人化。
- 《血型小將ABO》：以血型性格學說為基礎的一部韓國漫畫，日本將之動畫化。

## 擬人化Cosplay
擬人化Cosplay乃就擬人化角色度身特別製造服飾或獸皮衣，在了解受扮者之歷史、傳奇、時事等背景資料的準備下，並配合道具、化粧、身體語言等來扮演該等擬人化角色。部份角色更會加上蕾絲花邊、優雅飾物與剪裁等作裝備（屬於二次創作手法）。更大膽的更會學習中式古代畫作常用手法「抽象」，採取形像上較抽象的擬人化，例如以另類線條和剪裁比喻一些結構，使之較有更濃厚的藝術和虛幻氣息。

## 備註
1. ↑  個別人物代表的並不是國家，如香港。

## 外部連結
- 日語維基百科《阿富汗斯娘（日语：あふがにすタン）》
- 日語維基百科《巴基斯娘（日语：ぱきすタン）》
- 日語維基百科《斬魔大聖Demonbane（日语：斬魔大聖デモンベイン）》
- 日語維基百科《鬆餅娘（日语：ビスケたん）》
- 日語維基百科《物心物少女（日语：モノごころ、モノむすめ。）》
- 21CN網站遊戲頻道 擬人化美少女專題頁
- Komica 擬人化作品討論頁